# سینت-آگاتا-برخم
شهر سن-آگاتا-برشم (به فرانسوی: Sint-Agatha-Berchem) در شهرستان بروسل در منطقه بروکسل در کشور بلژیک واقع شده‌است.